# Épervier du Japon
Tachyspiza gularis
Espèce
Statut de conservation UICN

 LC  : Préoccupation mineure
Statut CITES
L’Épervier du Japon (Tachyspiza gularis) est une espèce de rapaces de la famille des Accipitridae.

## Description
Il mesure 23 à 30 cm de longueur, la femelle étant plus grande que le mâle. Le mâle a le dessous des ailes noir rayé, le ventre est pâle rayé, les parties supérieures sont gris foncé et les yeux rouges. La femelle a les yeux jaunes et le ventre noir rayé. Le juvénile a le dessus brun et des stries sur la poitrine.

## Alimentation
Il se nourrit de petits oiseaux attrapés en vol.

## Habitat
C'est un oiseau des zones ouvertes et boisées.

## Répartition et sous-espèces
Selon la classification de référence du Congrès ornithologique international (15.1, 2025) il se répartit en trois sous-espèces (ordre philogénique) :
- T. g. sibirica Stepanyan, 1959 — Mongolie et Manchourie ;
- T. g. gularis (Temminck & Schlegel, 1844) — Sakhaline, Kouriles et Japon ;
- T. g. iwasakii Mishima, 1962 — sud des îles Ryūkyū.

Il hiverne en Asie du Sud-Est.